# Terminalia oblongata
Terminalia oblongata är en tvåhjärtbladig växtart. Terminalia oblongata ingår i släktet Terminalia och familjen Combretaceae.

## Underarter
Arten delas in i följande underarter:
- T. o. oblongata
- T. o. volucris